# Туркменистан на Светском првенству у атлетици на отвореном 2019.
Туркменистан је учествовао на 17. Светском првенству у атлетици на отвореном 2019. одржаном у Дохи од 27. септембра до 6. октобра. Ово је било тринаесто учешће Туркменистана на Светским првенствима на отвореном. Репрезентацију Туркменистана представљала је једна атлетичарка која се такмичила у трци на 100 метара са препонама,.
На овом првенству такмичарка Туркменистан није освојила ниједну медаљу.

## Учесници
Жене:
- Ирина Велиханова — 100 м препоне

## Резултати

### Жене
| Атлетичарка      | Дисциплина    | Лични рекорд | Квалификације | Квалификације | Полуфинале            | Полуфинале            | Финале                | Финале      | Детаљи |
| Атлетичарка      | Дисциплина    | Лични рекорд | Резултат      | Место         | Резултат              | Место                 | Резултат              | Место       | Детаљи |
| ---------------- | ------------- | ------------ | ------------- | ------------- | --------------------- | --------------------- | --------------------- | ----------- | ------ |
| Ирина Велиханова | 100 м препоне | 14,44        | 14,79         | 8 у гр. 4     | Није се квалификовала | Није се квалификовала | Није се квалификовала | 36 /36 (38) |        |